# Soungoutou Magassa
Soungoutou Magassa (Stains, Francia, 8 de octubre de 2003) es un futbolista francés que juega como defensa en el A. S. Monaco F. C. de la Ligue 1.

## Primeros años
Nació en Stains, Sena-Saint Denis, jugando al fútbol en varios clubes francilianos antes de unirse a la academia del A. S. Monaco F. C. en 2018.

## Trayectoria
Firmó su primer contrato profesional con el Mónaco en abril de 2021, eligiéndolo por encima de otros clubes de alto nivel que pretendían ficharlo, entre ellos la A. S. Roma y el A. C. Milan. Debutó como profesional con el Mónaco el 2 de enero de 2022, sustituyendo a Wissam Ben Yedder durante la victoria a domicilio por 3-1 en la Copa de Francia contra el U. S. Quevilly-Rouen Métropole en octavos de final.

## Selección nacional
De ascendencia maliense, es seleccionable tanto para la selección de Francia como para la Mali. Fue convocado con la Francia sub-20 para la Copa Mundial Sub-20 de 2023.

## Estilo de juego
Descrito como un centrocampista de área a área , puede jugar tanto de centrocampista defensivo como de central. Es bueno con los dos pies y se describe a sí mismo como un jugador capaz de recuperar el balón y encontrar las mejores opciones de pase.

## Estadísticas

### Clubes
Actualizado al último partido disputado el 5 de noviembre de 2024.
| Club                          | Div.          | Temporada     | Liga  | Liga  | Copas nacionales | Copas nacionales | Copas internacionales | Copas internacionales | Total | Total |
| Club                          | Div.          | Temporada     | Part. | Goles | Part.            | Goles            | Part.                 | Goles                 | Part. | Goles |
| ----------------------------- | ------------- | ------------- | ----- | ----- | ---------------- | ---------------- | --------------------- | --------------------- | ----- | ----- |
| A. S. Monaco F. C. II Francia | 4.ª           | 2021-22       | 21    | 1     | —                | —                | —                     | —                     | 21    | 1     |
| A. S. Monaco F. C. II Francia | Total club    | Total club    | 21    | 1     | 0                | 0                | 0                     | 0                     | 21    | 1     |
| A. S. Monaco F. C. Francia    | 1.ª           | 2021-22       | 0     | 0     | 1                | 0                | 0                     | 0                     | 1     | 0     |
| A. S. Monaco F. C. Francia    | 1.ª           | 2022-23       | 2     | 0     | 1                | 0                | 0                     | 0                     | 3     | 0     |
| A. S. Monaco F. C. Francia    | 1.ª           | 2023-24       | 21    | 0     | 1                | 0                | —                     | —                     | 22    | 0     |
| A. S. Monaco F. C. Francia    | 1.ª           | 2024-25       | 7     | 0     | 0                | 0                | 2                     | 0                     | 9     | 0     |
| A. S. Monaco F. C. Francia    | Total club    | Total club    | 30    | 0     | 3                | 0                | 2                     | 0                     | 35    | 0     |
| Total carrera                 | Total carrera | Total carrera | 51    | 1     | 3                | 0                | 2                     | 0                     | 56    | 1     |

## Palmarés

### Torneos internacionales
| Título           | Equipo               | Sede  | Año  |
| ---------------- | -------------------- | ----- | ---- |
| Juegos Olímpicos | Selección de Francia | París | 2024 |